# Alassane Ouédraogo
Alassane Ouédraogo   (Boussouma, 7 de setembre de 1980) és un exfutbolista de Burkina Faso de la dècada de 2000.
Fou internacional amb la selecció de futbol de Burkina Faso.
Pel que fa a clubs, destacà a 1. FC Köln.